# Estoloides fulvitarsis
Estoloides fulvitarsis là một loài bọ cánh cứng trong họ Cerambycidae.